# 邵容光
邵容光（1934年3月—2018年8月8日），中国桥梁工程专家，东南大学教授，中国农工民主党党员。他是中国混凝土曲线梁桥和斜梁桥设计计算理论及工程研究的先驱。

## 生平
1934年3月出生于江苏武进。1951年进入同济大学桥梁与隧道工程专业，1955年毕业。之后在南京工学院（今东南大学）任教。

## 获奖
2016年，邵容光获得第25届茅以升科学技术奖桥梁大奖。

## 著作
《结构设计原理》邵容光编，人民交通出版社。